# بروس ماثيوز
بروس ماثيوز (بالإنجليزية: Bruce Matthews)‏ (و. 1961  م) هو لاعب كرة قدم أمريكية، من الولايات المتحدة، ولد في رالي، كارولاينا الشمالية، يلعب كمهاجم اصطدامي ‏.

## التعليم
تعلم في Arcadia High School (California) ‏.

## جوائز
حصل على جوائز منها:
- قاعة مشاهير محترفي كرة القدم.

## وصلات خارجية
- بروس ماثيوز على موقع مرجع كرة القدم المحترفة.كوم (الإنجليزية)

- بروس ماثيوز على موقع IMDb (الإنجليزية)
- بروس ماثيوز على موقع كينوبويسك (الروسية)